# Franz Wülffing
Franz Heinrich Hubert Wülffing (* 15. März 1814 in Wipperfürth; † 23. März 1896 in Köln) war ein preußischer Landrat.

## Leben
Wülffing wurde als Sohn des Tuchfabrikanten Franz Wilhelm Wülffing und Maria Anna Wülffing geb. Engelhardt in Wipperfürth geboren. Er war altkatholischem Bekenntnisses und hatte sechs Geschwister. Er heiratete in Köln am 24. November 1849 Katharina Burgmer (* 10. Februar 1823; † 26. September 1894 in Bad Honnef), die Tochter des Fabrikanten und Bürgermeisters der Bürgermeisterei Deutz Wilhelm Theodor Burgmer und der Magdalena Burgmer geb. Meier. Sie hatten sechs gemeinsame Kinder.
Nach dem Besuch des Gymnasiums in Bad Münstereifel studierte er von 1833 bis 1837 Rechtswissenschaften in Bonn. Am 30. September 1837 wurde er Auskultator, am 7. März 1839 Gerichtsreferendar. 1839 wurde er Regierungsreferendar in Köln, 1842 Regierungsassessor.
Nach Tätigkeit bei den Regierungen in Potsdam, Oppeln ab 1845 und Düsseldorf ab 1848 wurde er im Juni 1849 zunächst vertretungsweise, am 30. März 1850 definitiv Landrat im Siegkreis. Am 10. Januar 1867 würde er von der Verwaltung entbunden. Anschließend war er Oberregierungsrat bei der Regierung in Minden, ab dem 14. Mai 1868 mit gleicher Beschäftigung in Köln. Er wurde zum Geheimen Oberregierungsrat ernannt. 1888 ging er in den Ruhestand. 
Wülffing wurde im Familiengrab auf dem Friedhof in Honnef beigesetzt.

## Auszeichnung
Roter Adlerorden zweiter Klasse mit Eichenlaub